# 李晨声
李晨声（1940年10月—），男，祖籍河北清苑，生于上海，中国电影摄影师，北京电影制片厂摄影师，中国电影家协会理事，中国电影金鸡奖最佳摄影。

## 家庭
妻子王好为。